# Moloch (Schauspieler)
Moloch (bürgerlich Matthias Schmidt, * 8. März 1982  in Frankfurt am Main) ist ein deutscher Schauspieler und Filmproduzent, der sich überwiegend auf das Darstellen von Slasher-Figuren spezialisiert hat und daher oft in der Rolle des Bösewichts in Erscheinung tritt. Er tritt unter seinem bürgerlichen Namen auch in Spielfilmen und Serien auf.

## Leben
Schmidt wählte sein Pseudonym unter anderem basierend auf dem Film Freitag der 13. Teil VIII – Todesfalle Manhattan. Schmidt trat unter anderem auch beim Weekend Of Horrors als Cosplayer auf und knüpfte so Kontakte zur deutschen Independent-Filmszene. Seinen ersten Auftritt mit der Kunstfigur Moloch erfolgte in „Interimere“. 2015 trat er in Stefan Siereckis Abschlussfilm Hi8 – Resurrectio in einer Nebenrolle auf. Gero Samrey besetzte ihn 2017 für seinen Horrorfilm Feed the Reapers, der 2023 veröffentlicht wurde.
Von 2017 bis 2021 absolvierte er den Studiengang als Schauspieler an der Ruhrakademie. Einer seiner Dozenten in dem Bereich war René Sydow.
Im Jahr 2018 war er als Schauspieler für den interaktiven Film Moral King tätig. Der Film ist eine Mischung aus Spielfilm und Computerspiel. Der Zuschauer kann den Handlungsverlauf selbst bestimmen. In dem 2021 erschienenen Kurzfilm Seelenheil spielte Schmidt einen traumatisierten Soldaten, der über den Tod seiner Kameraden nicht hinweg kommt.
2022 begann er ein Studium im Fach Regie an der Ruhrakademie. Seine Dozenten in diesem Bereich sind u. a. Marc Hertel und Uli Möller.
Bei dem 2024 erschienen Actionfilm The Last Kumite hat Schmidt eine Nebenrolle und hatte für die Dreharbeiten in Deutschland die Funktion als Produktionshelfer übernommen.
Sein Regiedebüt „Death Tape“ ist ein Kurzfilm und Musikclip über die Ereignisse aus dem Jahr 1978 von dem von einer Sekte ausgeübten Massensuizid in Jonestown. Der Dreh wurde im Sommer 2023 begonnen und im August 2024 beendet. „Death Tape“ befindet sich derzeit in der Nachbearbeitung.

## Filmografie (Auswahl)
Kurzfilme
- 2015: Interimere, Regie: Rene Zhang
- 2016: Dogma Dogma, Regie: Marco Romagnoli
- 2016: In the Box, Moloch Cameo, Regie: Daniel Latsch
- 2017: Room of Excess: The Next Generation, Regie: Stefan Sierecki
- 2017: Die beste Zeit, Regie: Patrick Suite
- 2017: Z-Office, Regie: Douglas Stahl
- 2018: J. - A Joker Fanfilm, Regie: Urs Kessler
- 2019: Wölfe, Regie: Maximilian Martin
- 2019: Finderlohn, Moloch Cameo, Regie: Sven Molke
- 2020: The Wrong Floor, Regie: Nicolas Heinzel
- 2020: Barfuß durch Glas, Regie: Timur Küschü
- 2020: Waldulin, Regie: Ellen Borgmann
- 2020: Farewell, Regie: Lili Müller
- 2021: Seelenheil, Regie: Kennedy Victor Miranda Da Costa
- 2022: Dark Love, Regie: Taim M. Adams
- 2023: Der einzige Freund, Regie: Christina Wessels
- 2023: Feed the Reapers, Regie: Gero Samrey
- 2023: Die Hütte, Regie: Markus Baumeister

Spielfilme
- 2017: Hi8 – Resurrectio, auch Associate Producer, Regie: Stefan Sierecki
- 2018: Paranormal Demons, Regie: David Brückner
- 2019: Stories of the Dead, Regie: Thomas Pill
- 2020: The Washer, Regie: Cem Arslan
- 2021: Sky Sharks, Regie: Marc Fehse
- 2021: Pathologie, Segment: Life is Life, Regie: Max Ponichowski
- 2022: Devil Stone Ritual, Regie: Markus Beyer
- 2024: The Last Kumite, Regie: Ross W. Clarkson
- 2024: Game of Death, Regie: Timo Rose

Als Produzent
- 2020: Farewell
- 2021: Seelenheil
- 2023: Feed the Reapers

Als Regisseur
- 2023: Der einzige Freund; Co-Regie
- 2024: Death Tape; Regie

Serien
- 2019: Alarm für Cobra 11 (Folge 25x04), Regie: Ralph Polinski
- 2019: True Demon (Web-Serie); Regie: Jan Zenkner
- 2019: Phönixsee, Regie: Bettina Woernle
- 2019: Sankt Maik
- 2022: Südwesten Richtung Freiheit (Pilot), Regie: Vivienne Aubry

Musikvideos
- 2013: Mean Ugly Godz – Brutal Desire
- 2014: Go for it! - Inflation, Regie: Kai E. Bogatzki & Frank Honrath
- 2017: Misteyes – Creeping Time, Regie: Filip Halo
- 2019: Gleißer – Elfenbein, Regie: Gunnar Abel & Moritz Terwesten
- 2020: Wacken Open Air Horror Feature, Regie: Arne Lipke
- 2023: Held der Arbeit – Hart am Glas
- 2023: Scrum – Charming Bastard

Videospiele
- 2018: Moral King
- 2023: Reload